# Parti de gauche (Turquie)
Pour les articles homonymes, voir Parti de gauche.
Le Parti de gauche (en turc : sol parti), ou l'Özgürlük ve Dayanışma Partisi (abrégé en ODP, en français : Parti de la liberté et de la solidarité) est un parti socialiste libertaire turc fondé en 1996. Il obtient 0,8 % des voix aux élections législatives de 1999 et reste un parti mineur de la scène politique d'extrême-gauche turque. Il fait partie du Parti de la gauche européenne et de la Gauche anticapitaliste européenne. En 2009, le parti a réussi à faire élire un seul maire, dans la municipalité de Samandağ[réf. nécessaire].

L'ancien logo

| Année | Voix   | %    | Rang | Sièges  |
| ----- | ------ | ---- | ---- | ------- |
| 2023  | 78 032 | 0,14 | 12e  | 0 / 600 |